# Hulunsjön
Hulunsjön, även känd som Dalai-nor, namn på en sjö i Inre Mongoliet, som ligger nära Sibiriens gräns (under 49°
n. br.). Den upptager floderna Kerulen och Urson och avflyter genom Argun
till Amur. 
- Wikimedia Commons har media som rör Hulunsjön.